# Kieran Darcy-Smith
Kieran Darcy-Smith es un actor y director australiano conocido por sus apariciones en televisión.

## Biografía
Es muy buen amigo de los actores Nash Edgerton, Joel Edgerton, Luke Doolan y David Michod.
El 7 de enero de 2006 se casó con la actriz Felicity Price, la pareja tuvo su primer hijo Levi Jimmy Darcy-Smith el 29 de enero de 2008, más tarde el 20 de junio de 2010 nació su hija, Sunny Valentine Darcy-Smith.

## Carrera
Es miembro fundador de la compañía Blue-Tongue Films junto a Joel Edgerton, Nash Edgerton, Luke Doolan y David Michod.
En 1997 apareció por primera vez en la serie policíaca Water Rats donde interpretó a Des durante el episodio "Goldie's Trip", y un año después interpretó a Xavier Tully durante el episodio "Not Fade Away": volvió a hacer acto de presencia en la serie en 1999 interpretando a Craig Castle en "Cut-off Point" y su última aparición fue en "Bitter Legacy" como Stewart Renshaw durante el 2001.
En el 2001 apareció como invitado en varios episodios de la exitosa serie australiana Home and Away donde interpretó a Terry, posteriormente interpretó a Tim Coleman durante el episodio # 1.4777.
En el 2008 interpretó a Mathew King en la serie médica All Saints durante el episodio "Solitary Confinement": previamente había aparecido en 1999 interpretando a Gordie Hallam en el episodio "Life Class", y a Dave Barclay en dos episodios entre el 2005 y el 2006.
En el 2011 apareció como invitado en la serie Rescue Special Ops,  donde interpretó al detective Brendan Lockyer.

## Filmografía
Series de televisión
| Año         | Título             | Personaje       | Notas                                      |
| ----------- | ------------------ | --------------- | ------------------------------------------ |
| 2011        | Rescue Special Ops | Brendan Lockyer | episodio "Art Attack"                      |
| 2009        | My Place           | Pa              | 3 episodios                                |
| 2005 - 2006 | All Saints         | Dave Barclay    | 2 episodios                                |
| 2007        | Dangerous          | Garry           | 6 episodios                                |
| 2006        | Stupid Stupid Man  | Jack Hanson     | episodio "The Mole"                        |
| 2006        | Mcleod's Daughters | Lindsay Stubbs  | episodio "The Big Commitment"              |
| 2003        | White Collar Blue  | Neil Jeffries   | episodio # 2.20                            |
| 2002        | Always Greener     | Trevor Southall | episodio "Understanding the Cry"           |
| 2002        | Young Lions        | Marty Charlton  | 2 episodios                                |
| 2001        | Home and Away      | Terry           | 4 episodios                                |
| 2001        | Going Home         | Acechador       | 5 episodios                                |
| 2001        | Water Rats         | Stewart Renshaw | episodio "Bitter Legacy"                   |
| 1999        | Blue Heelers       | Travis Watson   | episodio "Second Chance"                   |
| 1999        | Wildside           | George Renner   | episodio # 2.11                            |
| 1999        | Big Sky            | Cooly           | 2 episodios                                |
| 1999        | Breakers           | Slim            | 4 episodios                                |
| 1997        | Murder Call        | Felix Kiver     | episodio "Cat & Mouse"                     |
| 1997        | Fallen Angels      | Hoon            | episodio "Bury My Heart in Endeavour Park" |
| 1996        | Police Rescue      | Col             | episodio "The Ultimate"                    |

Películas
| Año  | Título                                 | Personaje              | Notas                                                                                               |
| ---- | -------------------------------------- | ---------------------- | --------------------------------------------------------------------------------------------------- |
| 2012 | Spirit-ED                              | Mr. Jones              | corto - junto a Miriam Margolyes, Bruce Spence, Sonia Todd & Roxane Wilson                          |
| 2010 | Grey Scale                             | Michael                | corto - junto a Stephen Anderton, Charlie-Rose Maclennan & Amanda Porter                            |
| 2010 | The Reef                               | Warren                 | junto a Adrienne Pickering, Zoe Naylor, Damian Walshe-Howling & Gyton Grantley                      |
| 2010 | Animal Kingdom                         | John Harrop            | junto a Jacki Weaver, Joel Edgerton, Luke Ford, Sullivan Stapleton, Mirrah Foulkes & Justin Rosniak |
| 2009 | Miracle Fish                           | Peter Unwin            | corto - junto a Karl Beattie, Brendan Donoghue & Tara Morice                                        |
| 2008 | Infamous Victory: Ben Chifley's Battle | Don Rogers             | junto a Tony Barry, Lorna Lesley, Tracy Mann & Rhys Muldoon                                         |
| 2008 | The List                               | Nick                   | junto a Nash Edgerton, Anthony Hayes, Justin Rosniak & Nicole da Silva                              |
| 2008 | The Square                             | Barney                 | junto a Claire van der Boom, Peter Phelps, Anthony Hayes, Joel Edgerton & Hanna Mangan Lawrence     |
| 2007 | September                              | Rick                   | junto a Xavier Samuel, Mia Wasikowska, Sibylla Budd & Tara Morice                                   |
| 2007 | Katoomba                               | Brian                  | corto - junto a Claire van der Boom, Ewen Leslie, Anthony Phelan & Emma Lung                        |
| 2006 | Pacific                                | Hombre                 | corto - junto a Harry Greenwood & Kate Crawford                                                     |
| 2006 | Kaleidoscope                           | Papá                   | junto a Bennet Caitrin & Sara Cooper                                                                |
| 2005 | The Cave                               | Strode                 | junto a Cole Hauser, Eddie Cibrian, Morris Chestnut, Lena Headey, Piper Perabo & Daniel Dae Kim     |
| 2001 | The Pitch                              | Maníaco con motosierra | corto - junto a Rose Byrne & Joel Edgerton                                                          |
| 2000 | The Island                             | Hombre                 | corto - junto a Remi Rebillet-Nicholls                                                              |
| 1999 | Two Hands                              | Craig                  | junto a Heath Ledger, Rose Byrne, Bryan Brown, David Field & Steven Vidler                          |
| 1998 | Bloodlock                              | Scott Robertson        | corto - junto a Steve Le Marquand, Joel Edgerton, Nash Edgerton & Simon Lyndon                      |
| 1996 | Loaded                                 | Paddy                  | corto - junto a Joel Edgerton & Nash Edgerton                                                       |

Productor, guionista y director
| Año  | Película/Video                                      | Notas                                                          |
| ---- | --------------------------------------------------- | -------------------------------------------------------------- |
| 2013 | Sídney Unplugged                                    | director                                                       |
| 2012 | Wish You Were Here                                  | guionista & director                                           |
| 2010 | Sunsets: Powderfinger Farewell Tour Live in Concert | video - operador de cámara                                     |
| 2009 | Daybreakers                                         | equipo de ADR                                                  |
| 2008 | The Square                                          | equipo de imágenes adicionales                                 |
| 2008 | Netherland Dwarf                                    | cortometraje - fotógrafo                                       |
| 2008 | Love Sarah Jane                                     | cortometraje - fotógrafo                                       |
| 2006 | Kokoda                                              | editor de guion                                                |
| 2003 | The Cream & the Crockf                              | video "Deliverance" - productor, director & cineasta adicional |
| 2002 | Texas                                               | documental - cineasta adicional                                |
| 2000 | The Island                                          | cortometraje - co-productor, guionista & director              |
| 1998 | Bloodlock                                           | cortometraje - productor, director, guionista & compositor     |
| 1996 | Loaded                                              | cortometraje - productor, director, guionista & compositor     |

## Premios y nominaciones
| Año  | Categoría                                           | Premio                                              | Película           | Resultado |
| ---- | --------------------------------------------------- | --------------------------------------------------- | ------------------ | --------- |
| 2012 | World Cinema - Dramatic                             | Grand Jury Prize Award                              | Wish You Were Here | Nominado  |
| 2008 | Best Unproduced Screenplay                          | IF Award                                            | Memorial Day       | Ganador   |
| 2000 | Tropfest                                            | Tropicana Award                                     | The Island         | Ganador   |
| 1999 | Best Film (junto a Nash Edgerton)                   | Short Film Competition Prize Award                  | Bloodlock          | Ganadores |
| 1999 | Most Popular Film (junto a Nash Edgerton)           | Flickerfest International Short Film Festival Award | Bloodlock          | Ganadores |
| 1997 | Most Resourceful Production (junto a Nash Edgerton) | Flickerfest International Short Film Festival Award | Loaded             | Ganadores |